# Azowie
Asowie lub Azowie (Æsir, aesir – wym. ['aiser] po islandzku; liczba pojedyncza Áss, żeńska forma Ásynja, żeńska liczba mnoga Ásynjur – Asyny bądź Asynje) – jedna z dwóch głównych dynastii bogów nordyckich, ród dobroczynnych bogów polityki i działań militarnych, którzy władają światem.
Ich siedzibą był położony na szczycie jesionu Yggdrasil świat – Asgard. W porównaniu ze starszą dynastią Wanów dynastia Asów jest o wiele bardziej zróżnicowana; Asowie toczyli z Wanami wojnę z powodu śmierci Gullveig, jednej z Wanów. Rozwiązano to pokojowo – Wanowie i Asowie zawarli pokój i sojusz, na znak którego wymienili jeńców wojennych (Njörðra za Mimira).
Wanowie zostali zepchnięci do roli bóstw opiekuńczych, pokoju, płodności i żyzności.
Edda starsza wymienia następujących bogów tej dynastii: Odyn (przywódca Asów), Thor (bóg burzy i piorunów), Baldur, Hodur, Hajmdal, Tyr (bóg wojny), Loki, Widar, Bragi, Wali, Wili, We, Ull, Forseti.
Asyny to: Frigg (żona Odyna), Saga, Nanna, Sif, Jord, Idun, Eir, Gefion, Fulla, Sjöfn, Löfn, War, Wör, Syn, Hlin, Snotra, Gna i Bil.